# Тамора Пірс
Тамора Пірс (англ. Tamora Pierce) — американська письменниця, яка пише твори у жанрі фентезі для підлітків. Насамперед відома тим, що у своїх творах зображає молодих жіночих персонажів. Одна з її найвідоміших книжкових серій — «Пісня про Левицю» (англ. The Song of the Lioness; 1983—1988), що розповідає про пригоди Аланни на її шляху до лицарства.
2013 року стала лауреатка премії імені Марґарет Едвардс за свої дві тетраології — «Пісня про Левицю» (англ. The Song of the Lioness) та «Захисниця менших» (англ. Protector of the Small; 1999—2002). Премія щорічно відзначає письменників та їхні твори за «важливий та тривалий внесок у літературу для підлітків».
Твори Тамори Пірс перекладено більш ніж двадцятьма мовами світу.

## Біографія
Пірс народилася 13 грудня 1954 року в Саут-Коннеллсвіллі, округ Файєтт, Пенсильванія. Її матір хотіла назвати її Тамарою, але медсестра, яка заповняла свідоцтво про народження, помилилася й записала її як Тамора. Коли їй було п'ять років, народилася її сестра Кімберлі (прототип Аланни), а рік по тому її друга сестра Мелані. Між п'ятим та восьмим роком життя проживала в місті Данбар. У червні 1963 року разом із сім'єю переїхала до Каліфорнії. Спочатку вони жили в Сан-Матео на Ель Каміно Реаль, але тоді переїхали на інший бік півострова Сан-Франциско, до Мірамару, де прожили наступні шість місяців. Згодом протягом цілого року жили в Ель-Гранадаі, а потім ще три роки в Бурлінгеймі.
Почала читати у дуже юному віці, власні ж твори почала писати у шостому класі. Зацікавилася фентезі та науковою фантастикою зі знайомства з «Володарем перснів» Дж. Толкіна, тому почала писати власні твори в такому ж стилі. Після розлучення батьків у 1969 році, разом із сестрами та матір'ю знову переїхала до округу Файєтт, де протягом двох років відвідувала Старшу школу Альберта Галлатіна. Коли сім'я знову переїхала, навчалася в Середній школі старших класів в Юніонтавн, де виступала на сцені, співала та дописувала шкільну газету. Випускниця Пенсильванського університету.
Навчаючись в університеті, почала писати книжки, які згодом утворили тетралогію «Пісня про Левицю». Перша книжка серії, «Аланна. Перша пригода», вийшла друком 1983 року у видавництві «Atheneum Books».
Перед тим, як переїхати до міста Сірак'юс, разом із чоловіком Тімом Лібом та домашніми улюбленцями жила в Нью-Йорку.
2008 року пожертвувала свій архів відділу рідкісних книг та збірок в Університеті Північного Іллінойсу.